# Óscar López Hernández
Óscar López Hernández (* 11. Mai 1980 in Cerdanyola, Katalonien) ist ein spanischer ehemaliger Fußballspieler.

## Spielerkarriere

### Barcelona
Der gebürtige Katalane Óscar López stammt aus der Jugend des spanischen Topclubs FC Barcelona. In den Jahren 2000 bis 2004 spielte der Verteidiger vier Jahre lang im B-Team der Katalanen. In der Saison 2003/04 gab er auch sein Debüt in der Primera División für die erste Mannschaft Barcas. Durchsetzen konnte er sich dort aufgrund der großen Konkurrenz aber nicht. Für die Saison 2004/05 war er an den italienischen Erstligisten Lazio Rom ausgeliehen, für die er 14 Spiele bestritt.

### Die letzten Jahre
Im Sommer 2005 suchte Óscar López seine Chance beim spanischen Erstligisten und Pokalsieger Betis Sevilla. In seiner ersten Saison spielte er dort bereits regelmäßig in der Liga, aber auch in der Champions League und später im UEFA-Pokal. Anfang der folgenden Saison wurde Óscar López an Erstliga-Aufsteiger Gimnàstic de Tarragona ausgeliehen, verletzte sich jedoch bereits früh in der Saison und konnte insgesamt nur drei Spiele bestreiten. Am Saisonende stieg Nàstic wieder ab, das Leihgeschäft wurde aber weitergeführt. Nach schwachem Beginn wird Óscar López in der Rückrunde 2007/08 nun öfters eingesetzt.
Im Januar 2010 wechselte López zum CD Numancia. Nach zwei Spielzeiten dort wurde sein im Juni 2011 auslaufender Vertrag nicht verlängert.